# Vicente López y Portaña
Pour les articles homonymes, voir Vicente López et López.
Vicente López y Portaña, né le 19 septembre 1772 à Valence et mort le 22 juillet 1850 à Madrid, est un peintre espagnol.
Il est surtout connu pour avoir réalisé l'un des portraits les plus célèbres de Francisco de Goya : El pintor Francisco de Goya.

## Œuvres
- Los Reyes Católicos recibiendo una embajada del Rey de Fez, 1790. Académie royale des Beaux-Arts Saint-Ferdinand[1].
- Adoración de la Sagrada forma (copia de Claudio Coello) 1792. Musée du Prado[2].
- Portrait du graveur Manuel Monfort Asensi, 1794. Académie royale des beaux-arts de San Carlos.
- El pintor Francisco de Goya, 1826. Musée du Prado[3].
- Retrato del Infante D. Carlos María Isidro, 1814. Académie royale des Beaux-Arts Saint-Ferdinand[4].
- María Cristina de Borbón, reina de España, 1830. Musée du Prado[5].
- El Infante Antonio Pascual de Borbón, 1815. Portrait ovale. Musée du Prado[6].
- María Josefa Amalia de Sajonia, 1828. Musée du Prado[7].
- María Antonia de Borbón, princesa de Asturias, 1815. Musée du Prado[8].
- María Isabel de Braganza, reina de España, 1816. Portrait ovale à buste court. Musée du Prado[9].
- María Isabel de Braganza, reina de España, 1820. Réplique de l'antérieur pour l'Académie royale des Beaux-Arts Saint-Ferdinand[10].
- Retrato de Don Carlos María Isidro, 1823. Académie royale des Beaux-Arts Saint-Ferdinand[11].
- El coronel Juan de Zengotita Bengoa, 1842. Musée du Prado[12].
- Luisa de Prat y Gandiola, luego marquesa de Barbançon, 1845. Musée du Prado[13].
- Los hijos del conde de Casa Flórez, 1828.
- La señora de Carballo, niña, 1838-1840.
- La Huida a Egipto, 1795. Musée du Prado[14].
- Fray Tomás Gasco, 1794. Musée du Prado[15].
- Carlos IV y su familia homenajeados por la Universidad de Valencia, 1802. Musée du Prado[16].
- El obispo Pedro González Vallejo 1820. Musée du Prado (en dépôt au musée des Beaux-Arts de La Corogne (es))[17].
- Antonio Ugarte y su esposa, María Antonia Larrazábal, 1833. Musée du Prado[18].
- Doña Salvadora Torra, viuda de Camarón
- José Gutiérrez de los Ríos, 1849. Musée du Prado[19].
- La señora Delicado de Imaz, 1836. Musée du Prado[20].
- El sueño de san José, 1791-1792. Musée du Prado[21].
- San Pedro liberado por el ángel, 1791-1792. (De pair avec l'antérieur.) Musée du Prado[22].
- María Pilar de La Cerda y Marín de Resende, duquesa de Nájera, 1795. Musée du Prado[23].
- La miniaturista Teresa Nicolau Parody, 1844. Portrait ovale. Musée du Prado[24].
- Francisco Tadeo Calomarde, 1831. Musée du Prado (en dépôt à l'Académie royale d'histoire)[25].
- Boceto para la Alegoría de la institución de la orden de Carlos III, 1827-1828. Musée du Prado[26].
- Alegoría de la donación del Casino a la reina Isabel de Braganza por el Ayuntamiento de Madrid, 1818. Musée du Prado[27].
- El arzobispo Juan José Bonel y Orbe
- Retrato de Don Manuel Fernández Varela, 1829. Académie royale des Beaux-Arts Saint-Ferdinand[28].
- Retrato de Alejandro Mon, 1850. Musée du Prado (inachevé, terminé par son fils Bernardo)[29].
- Ignacio Gutiérrez Solana, veedor de las Reales Caballerizas, 1823. Musée du Prado[30].
- La Infanta Luisa Carlota de Borbón, 1819. Musée Lázaro Galdiano[31].
- Félix Antonio Máximo López, primer organista de la real capilla, 1820. Musée du Prado[32].
- Pedro Alcántara Álvarez de Toledo, XIII duque del Infantado, 1827. Musée du Prado[33].
- Luis Veldrof, aposentador mayor y conserje del Real Palacio, 1823. Musée du Prado[34].
- Henry O'Shea
- El sacerdote Juan Gutiérrez de León, 1840. Musée Lázaro Galdiano[31].
- El infante Carlos María Isidro de Borbón, 1823. Musée du Prado (en dépôt au musée du Carlisme, Estella)[35].
- El general Pedro Caro Sureda, marqués de la Romana (copie), 1815. Musée du Prado[36].
- Retrato de caballero, 1816. Musée du Prado[37].
- Fernando VII, con uniforme de capitán general, 1814. Musée du Prado (en dépôt au Musée du romantisme, Madrid)[38].
- María Francisca de la Gándara y Cardona, condesa viuda de Calderón, 1846. Musée du Prado[39].
- Fernando VII, con uniforme de capitán general, 1814. Musée du Prado[40].
- María Cristina de Borbón, con el hábito del Carmen, 1832. Musée du Prado[41].
- El Buen Pastor, 1800. Musée du Prado[42].
- Isabel II, niña, 1835. Musée du Prado (en dépôt au Tribunal suprême)[43].
- El sueño de san José, 1805. Musée du Prado[44].
- Alegoría de las Ciencias, 1794-1795.
- Bautismo de san Hermenegildo por san Leonardo, 1816.
- Fernando VII, con uniforme de capitán general, 1816-1818.
- María Isabel de Braganza, reina de España,  1816-1818.
- San Frutos, 1805.
- La beata Josefa María de santa Inés de Beniganim, 1805.
- Imagen de la Virgen de la Fuencisla en su altar, 1815-1816.
- Santa con angelitos en un paisaje
- Retrato del Rey Fernando VII, 1814. Académie royale des Beaux-Arts Saint-Ferdinand[45].
- Aparición del Niño Jesús a san Antonio de Padua, 1816-1818.
- Jesús con la cruz a cuestas, camino del Calelio, 1842-1846.
- Retrato de Doña María Francisca de Braganza y Borbón, 1823. Académie royale des Beaux-Arts Saint-Ferdinand[46].
- Retrato de D. Matías Sorzano Nájera, 1840.
- Dos rodelas de escudos coronadas, con genios y famas
- Fernando VII con el hábito de la orden del Toisón de Oro, 1830. Palais d'Espagne (Rome).
- Fernando VII con el hábito de la orden del Toisón de Oro, 1830. Musée Lázaro Galdiano (dessin préparatoire).
- Fernando VII con el hábito de la orden de Carlos III, 1808. Mairie de Valence.
- Fernando VII con el hábito de la orden de Carlos III, 1808. Musée Lázaro Galdiano (dessin préparatoire).
- Fernando VII de paisano, 1830. Académie royale des Beaux-Arts Saint-Ferdinand (réplique avec retouches de celui qui se trouver au palais royal de Madrid)[47].
- Retrato de Francisco Javier de Oms y de Santa Pau, V Marqués de Castelldosrius, 1841. Académie royale des Beaux-Arts Saint-Ferdinand[48].
- Isabel de Mayrand y el conde de Salmony, junto a su castillo, 1791-1792.
- Encuentro del rey Etelredo y Etelgiva, 1791-1792.
- San Francisco y santa Clara adorando la Santa Faz de Alicante, 1800-1805.
- La basílica de San Francisco el Grande de Madrid
- Amorcillo jugando con un perro, 1805-1810.
- Amorcillo cabalgando sobre un perro, 1805-1810.
- San Francisco Javier bautizando indios, (copia).
- El canónigo Mariano de Liñán y Morelló, 1834. Musée Lázaro Galdiano[31].
- Orla decorativa con la aparición de la Virgen a san Simón Stock y varios santos carmelitas, 1816.
- Virgen de la Merced, entronizada sobre nubes, 1794-1797.
- Retrato de Don Manuel González Salmón, 1826. Académie royale des Beaux-Arts Saint-Ferdinand[49].
- Retrato de la reina de las dos Sicilias, 1829. Académie royale des Beaux-Arts Saint-Ferdinand[50].
- Retrato del rey de las dos Sicilias, 1829. Académie royale des Beaux-Arts Saint-Ferdinand (de pair avec l'antérieur)[51].
- Predicación de san Juan Bautista, 1832-1835.
- Retrato de Don Isidro González Velázquez, 1830. Académie royale des Beaux-Arts Saint-Ferdinand[52].
- Pedro Cano, canónigo de la catedral de Valencia, 1843.
- Ciro el Grande ante los cadáveres de Abradato y Pantea, 1826. Détruit lors de l'incendie du Tribunal suprême de 1915 ; on conserve seulement un dessin préparatoire.
- El milagro, 1833.
- Retrato de José Piquer, 1848. Académie royale des Beaux-Arts Saint-Ferdinand[53].

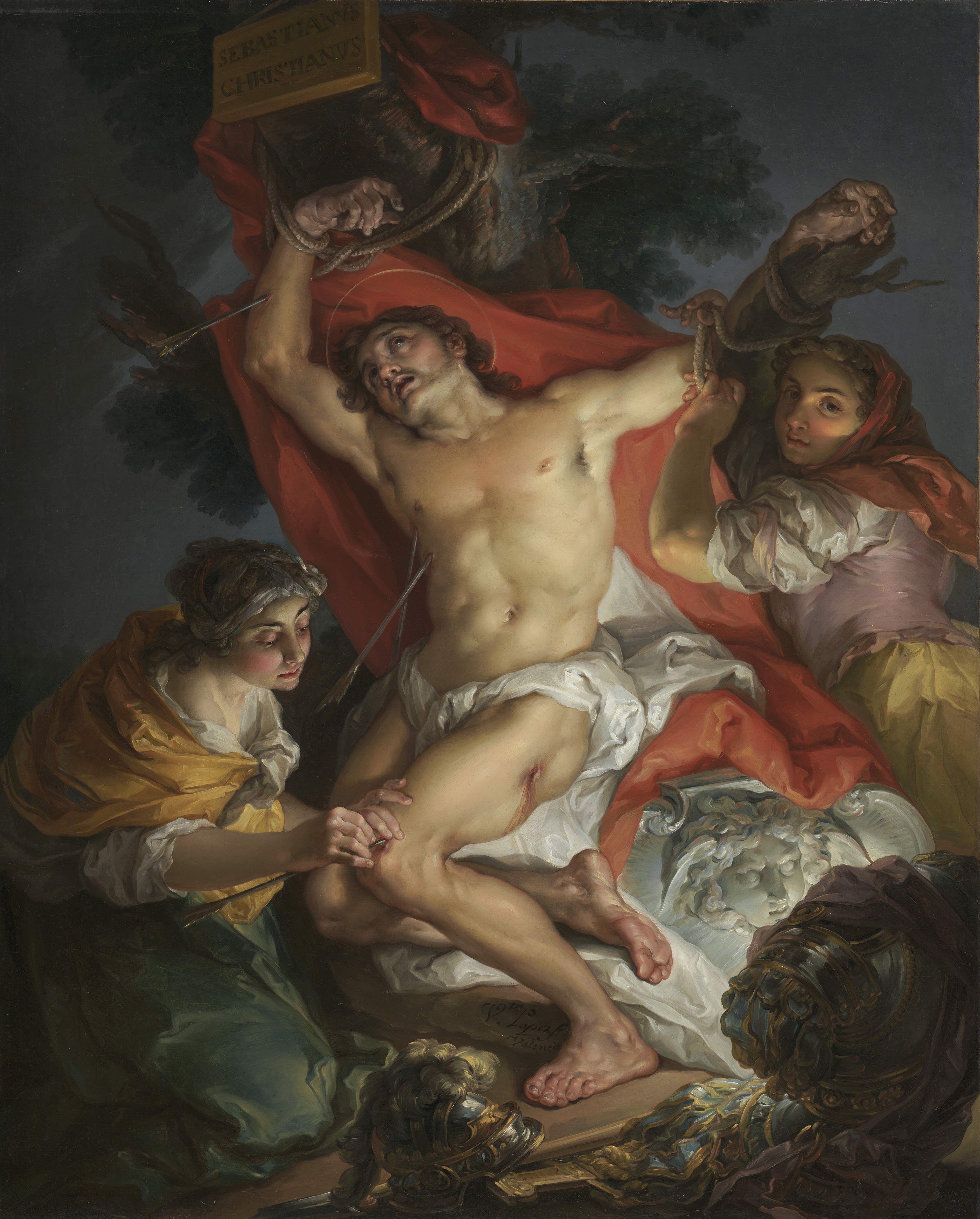
Saint Sébastien soigné par Sainte Irene, 1795-1800 - Los Angeles J.P. Getty Museum
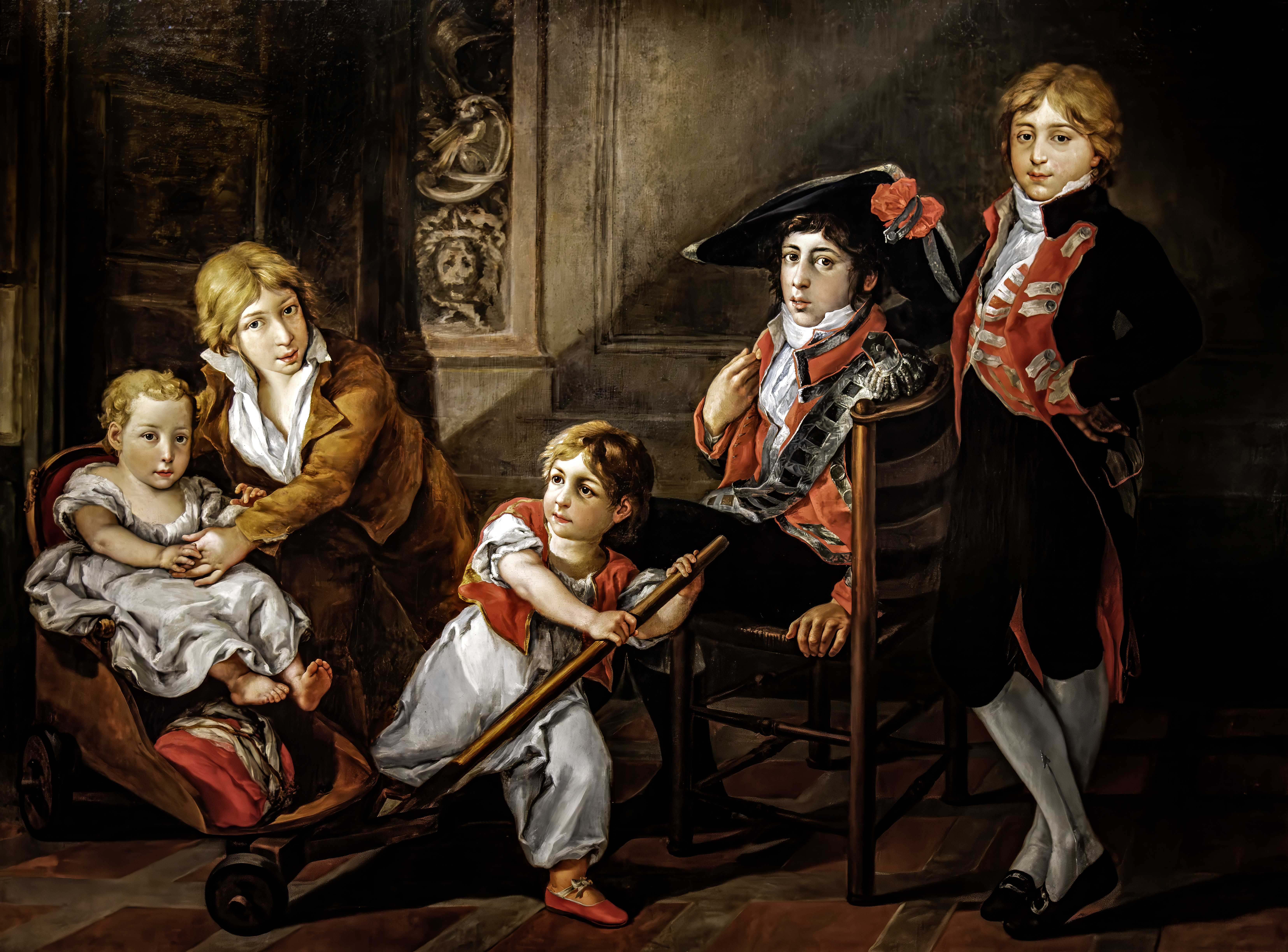
Les enfants du Comte Casa Florez vers 1828, Musée Goya Castres
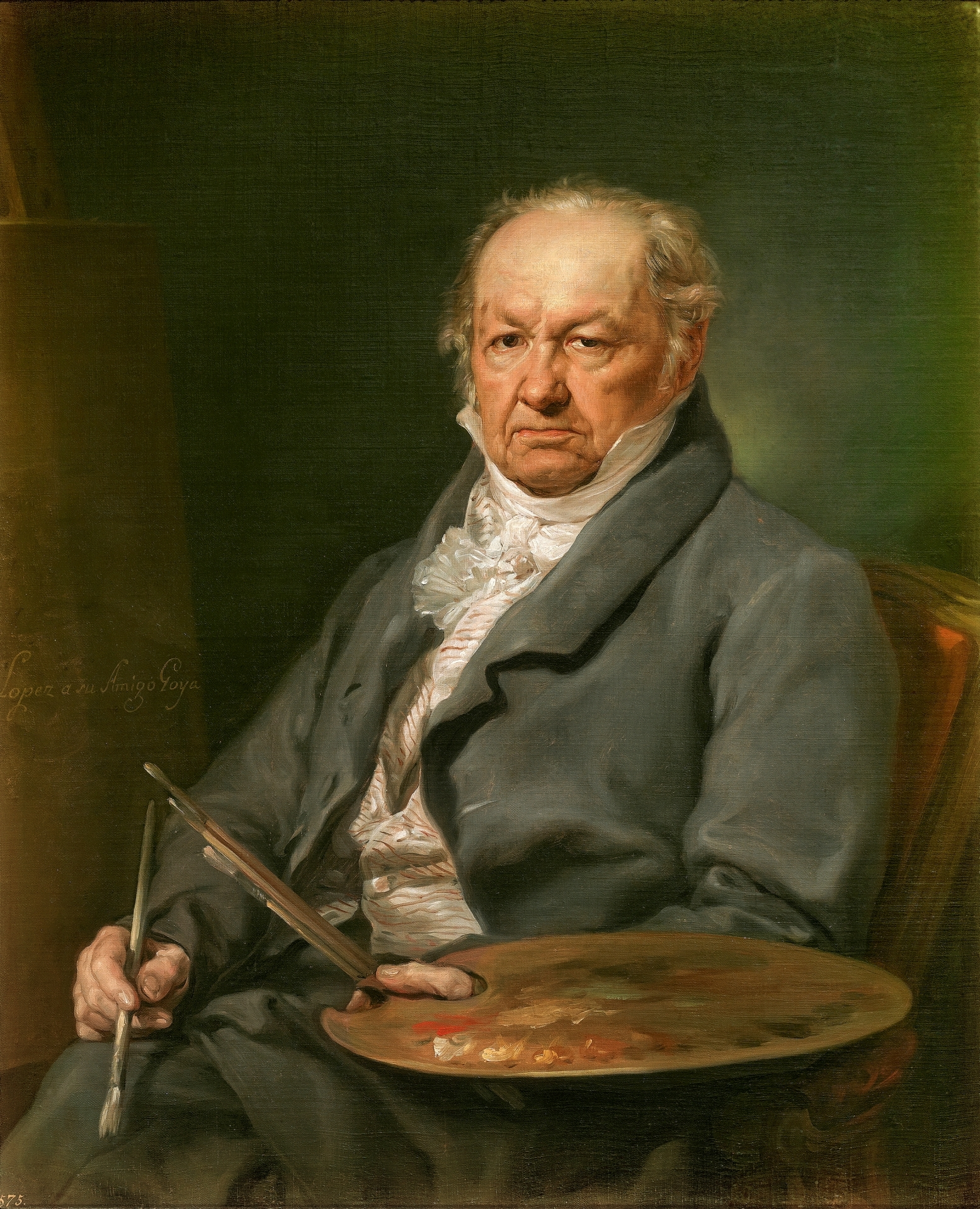
El pintor Francisco de Goya (1826). Musée du Prado, Madrid.